# Martin Kläser
Martin Kläser (* 18. April 1987 in Köln) ist ein deutscher Pokerspieler. Er gewann 2008 ein Bracelet bei der World Series of Poker.

## Werdegang
Im Jahr 2007 gelang es Kläser sich aus 40.000 Bewerbern online für die Full Tilt Poker Million Euro Challenge 2007 zu qualifizieren. Hier setzte er sich gegen mehrere Mitspieler bei einem Liveturnier durch und wurde Sieger. Daraufhin besiegte er nacheinander Chris Ferguson und Gus Hansen im Heads-Up und kassierte dafür 350.000 Euro. Der Millionengewinn blieb ihm allerdings verwehrt, im dritten Heads-Up scheiterte er an Howard Lederer.
Im Jahr 2008 nahm er zum ersten Mal an der World Series of Poker im Rio All-Suite Hotel and Casino am Las Vegas Strip teil und sicherte sich ein Bracelet als Trophäe. Er gewann ein Turnier der Variante Pot Limit Omaha Hi-Lo und erhielt dafür mehr als 215.000 US-Dollar. Seitdem blieben größere Turniererfolge aus.
Insgesamt hat sich Kläser mit Poker bei Live-Turnieren knapp 750.000 US-Dollar erspielt.